# المقبرة اليهودية في بيروت

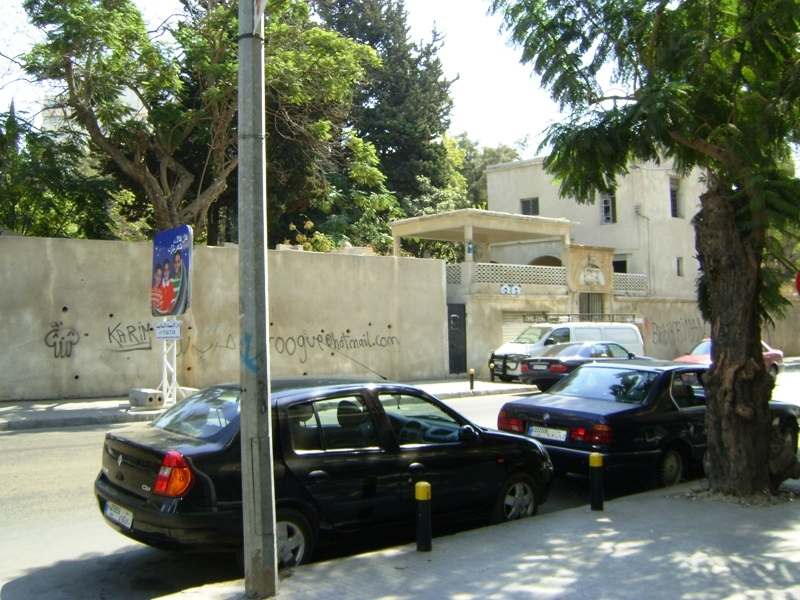
دار المقبرة (בית עלמין: بيت عِلمين)، المقبرة اليهود؛ في بيروت، لبنان - ب2008.

دار المقبرة (بالعبرية: בית עלמין - "بيت عِلمين") هي المقبرة اليهودية الوحيدة في بيروت، العاصمة السياسية لبنان. عند الساحة سوديكو، يمكنه زيارة المقبرة من السريع دمشق.
1. ↑  وصلة مرجع: https://www.executive-magazine.com/business-all/society/reconstruction-the-jewish-revival.
2. ↑  وصلة مرجع: https://www.farhi.org/Documents/Histoire_du_cimetiere_juif_a_beyrouth.htm.